# Енбекский сельский округ (Акмолинская область)
Енбе́кский се́льский окру́г (каз. Еңбек ауылдық округі) — административная единица в составе Аккольского района Акмолинской области Казахстана. 
Административный центр — село Енбек. 

## История
В 1989 году существовал как — Трудовой сельсовет (сёла Трудовое, Кирово, Подлесное (Димитрово)).
В периоде 1991—1998 годов:
- сельсовет был преобразован в сельский округ в соответствии с реформами административно-территориального устройства Республики Казахстан;
- село Подлесное (Димитрово) — было переименовано в село Подлесное.

Совместным решением Акмолинского областного Маслихата и Акимата Акмолинской области от 24 августа 2005 года № 3С-14-5 «О переименовании некоторых населенных пунктов Акмолинской области»:
- село Трудовое было переименовано в село Енбек;
- Трудовой сельский округ был переименован в Енбекский сельский округ.

Постановлением акимата Акмолинской области от 14 декабря 2018 года № А-12/547 и решением Акмолинского областного маслихата от 14 декабря 2018 года № 6С-27-17 «О переименовании населенных пунктов Аккольского района Акмолинской области»:
- село Подлесное было переименовано в село Табигат.

Постановлением акимата Акмолинской области от 25 октября 2019 года № А-11/505 и решением Акмолинского областного маслихата от 25 октября 2019 года № 6С-38-15 «О переименовании села Кирово Енбекского сельского округа Аккольского района Акмолинской области» — село Кирово было переименовано в село Рамадан.

## Население
| Численность населения | Численность населения | Численность населения |
| 1989                  | 1999                  | 2009                  |
| --------------------- | --------------------- | --------------------- |
| 2436                  | ↘1634                 | ↘1193                 |

## Состав
| № | Населённый пункт | Тип населённого пункта       | Население, 1989 | Население, 1999 | Население, 2009 |
| - | ---------------- | ---------------------------- | --------------- | --------------- | --------------- |
| 1 | Енбек            | село, административный центр | 1 351           | 1 123           | 925             |
| 2 | Рамадан          | село                         | 418             | 266             | 173             |
| 3 | Табигат          | село                         | 487             | 245             | 95              |

## Местное самоуправление
Аппарат акима Енбекского сельского округа — село Енбек, улица Бейбитшилик, дом 39.
- Аким сельского округа — Мусин Аскат Есенгалиевич[1].
- Депутат Аккольского районного маслихата по Енбекскому сельскому округу — Нурышева Ляйла Куракбайкызы[9].